# The Best of Vixen - Full Throttle
The Best of Vixen - Full Throttle è una raccolta del gruppo musicale statunitense Vixen, pubblicata nel febbraio 1999 dalla Razor & Tie.

## Tracce
1. How Much Love – 4:42 (Jan Kuehnemund, Steve Plunkett, Jack Conrad)
2. Love Made Me – 3:18 (Michael Caruso, John Keller, Marcy Levy)
3. Cryin' – 3:32 (Jeff Paris, Gregg Tripp)
4. Not a Minute Too Soon – 4:26 (Janet Gardner, Share Pedersen)
5. Charmed Life – 4:06 (Paris, Tripp)
6. Love Is a Killer – 4:45 (Roxy Petrucci, Harry Paress)
7. Edge of a Broken Heart – 4:25 (Richard Marx, Fee Waybill)
8. Streets in Paradise – 4:34 (Kuehnemund, Plunkett, Conrad)
9. I Want You to Rock Me (live) – 4:47 (David Cole, Gardner)
10. Fallen Hero – 5:18 (Kuehnemund, Petrucci, Ralph Carter)
11. Bad Reputation – 4:10 (Gardner, Kuehnemund, Brian Miku)
12. Give It Away – 3:49 (Geoff Leib, Michael Thompson)
13. Cruisin' – 4:21 (Gardner, Kuehnemund, Keith Krupp)

## Formazione
- Janet Gardner – voce, chitarra ritmica
- Jan Kuehnemund – chitarra solista, cori
- Share Pedersen – basso, cori
- Roxy Petrucci – batteria, cori